# キリスト教における死
本項ではキリスト教の各教派における「死」の呼び方と死生観を記す。

## 帰天
帰天（きてん）は、ローマ・カトリック教会の用語で、信者が天に帰る（死亡する）ことを言う。
カトリック教会では聖母マリアについては特別に被昇天と呼んでいる。

## 召天
召天（しょうてん）は、キリスト教、特にプロテスタントの用語で、信者が死んで天に召されることを言う。
改革派以降のプロテスタントは死者のために祈ることはない。ウェストミンスター信仰基準は、死者のために祈ってはならないとしている。ただし正教会・カトリック教会・聖公会とは違う意味合いではあるものの、通夜・葬儀・召天者記念礼拝等を行う教会は多い。これらは、死者の救済を生者が執り成して嘆願する行為ではなく、単に記念するためのものである。
なお、特に非信者は「召天」を誤って「昇天」と表記することが多いが、キリスト教用語の「昇天」はイエス・キリストに対してのみ使用される（キリストの昇天）。この誤りはパソコンのIMEで「しょうてん」を変換した場合、IMEによっては「召天」という語が変換候補に出てこないという理由にもよる。
漢語の文法としては「召天」は「天に召される」と読めず「天を召す」としか読めないため、「召天」の語をふさわしくないと考える者もいる。
改革派教会は『キリスト教綱要』第3編6-10を「デ・ヴィタ・クリスティアナ」「キリスト者の生活のため」として抜き出してきた。この本を翻訳した有馬七郎は、解説で「逝去」の語は国籍が天にあると信じるキリスト者にはふさわしくなく、「召天」の語がふさわしいとしている。

## 逝去
逝去（せいきょ）は、主に日本聖公会のウェブサイトなど、聖公会の日本語文書において、人の死にたいして用いている。
日本聖公会祈祷書において逝去に際する式典、つまり葬送の式の内容として、仏教の年忌法要に相当する「逝去者記念式」があり、「故人」のことを「逝去者」と称していることがわかる。なお、これに聖餐を伴う式典を「逝去者記念聖餐式」、またはレクイエムと呼ぶ。
とはいえ実際に「人の死」を、例外なく「逝去」と表記しているわけではなく、
| ｢祈りについても、故人に対して祈ることもそうですが、わたしたちと同じように神から命をいただいている故人とともに神に祈りを献げているという理解もお持ちいただくことが大切です。 — 前略 — 11月に逝去された人々を記念する（思い起こす）礼拝が行われています。 その他にも教会で聖餐式が献げられる時には、必ず逝去された方々のための祈りが含まれています。｣ |
| —“教会での葬儀について”. 日本聖公会東京教区. 日本聖公会東京教区. 2024年5月11日時点のオリジナルよりアーカイブ。2024年5月11日閲覧。 |

というふうに、一般に「故人」と表記されるものを、少なくとも一般向けの文書において、わざわざ「逝去者」などと書き改めることはない。

## 永眠
永眠（えいみん）は、正教会で人の死を指す正式な用語である。
生神女マリヤについては就寝という語を用いる。

## 教派別用語集
| -                    | 東方教会          | 西方教会                                           | 西方教会                | 西方教会                              | 英語                                         |
| -                    | 正教会            | カトリック教会                                     | 聖公会                  | プロテスタント                        | 英語                                         |
| 死                   | 永眠              | 帰天                                               | 逝去                    | 召天 （キリストの昇天とは漢字が違う） | -                                            |
| 葬儀前晩の祈り・礼拝 | パニヒダ 通夜     | 通夜                                               | 通夜の祈り              | 前夜式 通夜                           | wake                                         |
| 葬儀                 | 埋葬式            | 葬儀 レクイエム （基本的に葬儀ミサとして行われる） | 葬送式 レクイエム       | 葬式 葬儀                             | Funeral                                      |
| 死者のための祈り     | パニヒダ リティヤ | レクイエム                                         | 逝去者記念式 レクイエム | 召天者記念礼拝 召天記念式             | Requiem, Memorial service, Death anniversary |